# Kitzmörder
De Kitzmörder is een 2435 meter hoge berg in de Ötztaler Alpen in het Oostenrijkse Tirol.
De berg behoort met zijn hoogte tot de lagere toppen van de Kaunergrat. De berg vormt het eindpunt van een bergkam die vanaf de Aherkogel (2803 meter) in noordelijke richting loopt. Hoewel de top van de Kitzmörder niet erg hoog is, is de steile afgrond aan de oostzijde van de berg erg verraderlijk en hoogstwaarschijnlijk medeverantwoordelijk voor de naam die de berg gekregen heeft. De jonge dieren van gemsen en steenbokken worden namelijk in het Duits Kitz genoemd, terwijl Mörder "doder" betekent.
De tocht naar de top voert meestal vanuit Zaunhof (gemeente St. Leonhard) in het Pitztal over de alpenweide Mauchelealpe en de Kitzmörderrücken naar het bergmeertje Brechsee (2145 meter). Vanaf daar gaat het over diverse rotspartijen naar de graat ten noorden van de top, waarna het hoogste punt van de Kitzmörder na een kleine klim in zuidoostelijke richting wordt bereikt.